# Christiaan van Geelen (1755-1824)
Christiaan van Geelen (Utrecht, 19 augustus 1755 - aldaar, 1 augustus 1824) was een Nederlandse kunstschilder, tekenaar en kunsthandelaar.

## Leven en werk
Van Geelen werd in 1755 in Utrecht geboren. Hij werd als kunstschilder opgeleid door Jacob Maurer. Hij schilderde portretten, genre- en figuurvoorstellingen. Van Geelen was tevens decoratieschilder, ook vervaardigde hij zogenaamde grisailles. Hij was de leermeester van schilders als Adriaan Jacob Willem Dielen, mr. Laurent Theodore Nepveu, Johannes Josephus Ignatius van Straaten en Margaretha Cornelia Boellaard. Ook zijn gelijknamige zoon Christiaan werd door hem tot kunstschilder opgeleid. In 1794 werd Van Geelen benoemd tot directeur van het Utrechtse schilderscollege. Van Geleen was ook kunsthandelaar. Van Geelen overleed in augustus 1824, enkele weken voor zijn 68e verjaardag, in zijn woonplaats Utrecht.
Werk van Van Geelen is te vinden in de collecties van het Rijksmuseum Amsterdam, het Amsterdam Museum, het Hessisches Landesmuseum in Darmstadt, het Westfries Museum in Hoorn en het Centraal Museum te Utrecht. In het Academiegebouw van de Universiteit Utrecht bevinden zich diverse van de door hem geschilderde portretten van hoogleraren.

## Literatuur

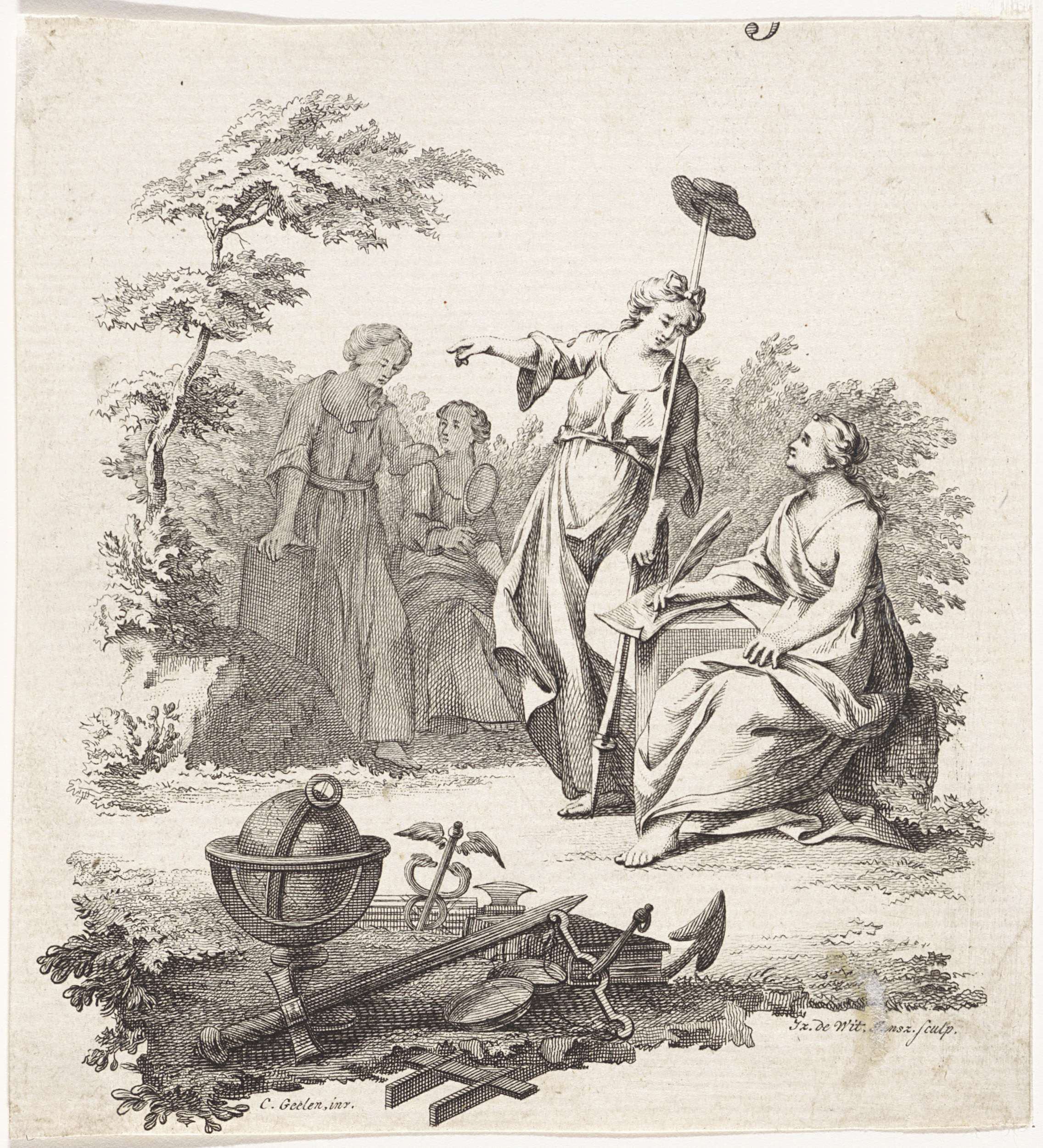
Allegorische voorstelling: Vrijheid en Geschiedschrijving
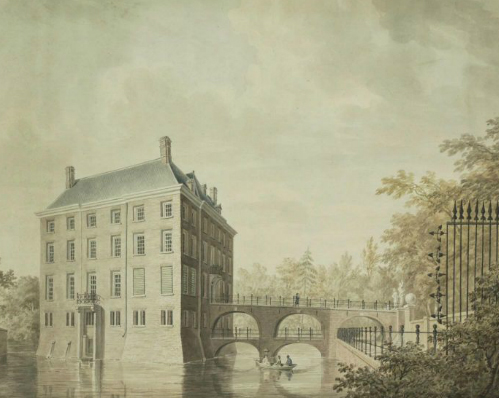
Kasteel Amerongen
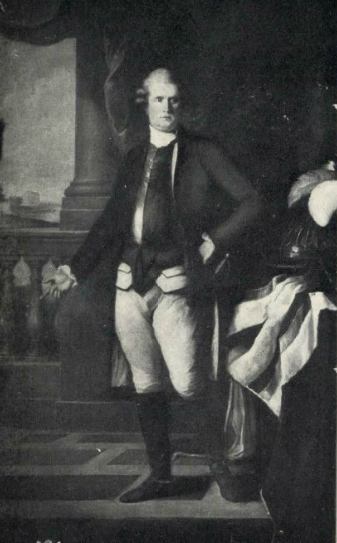
Portret van Graaf Frederik Christiaan Reinhard van Reede
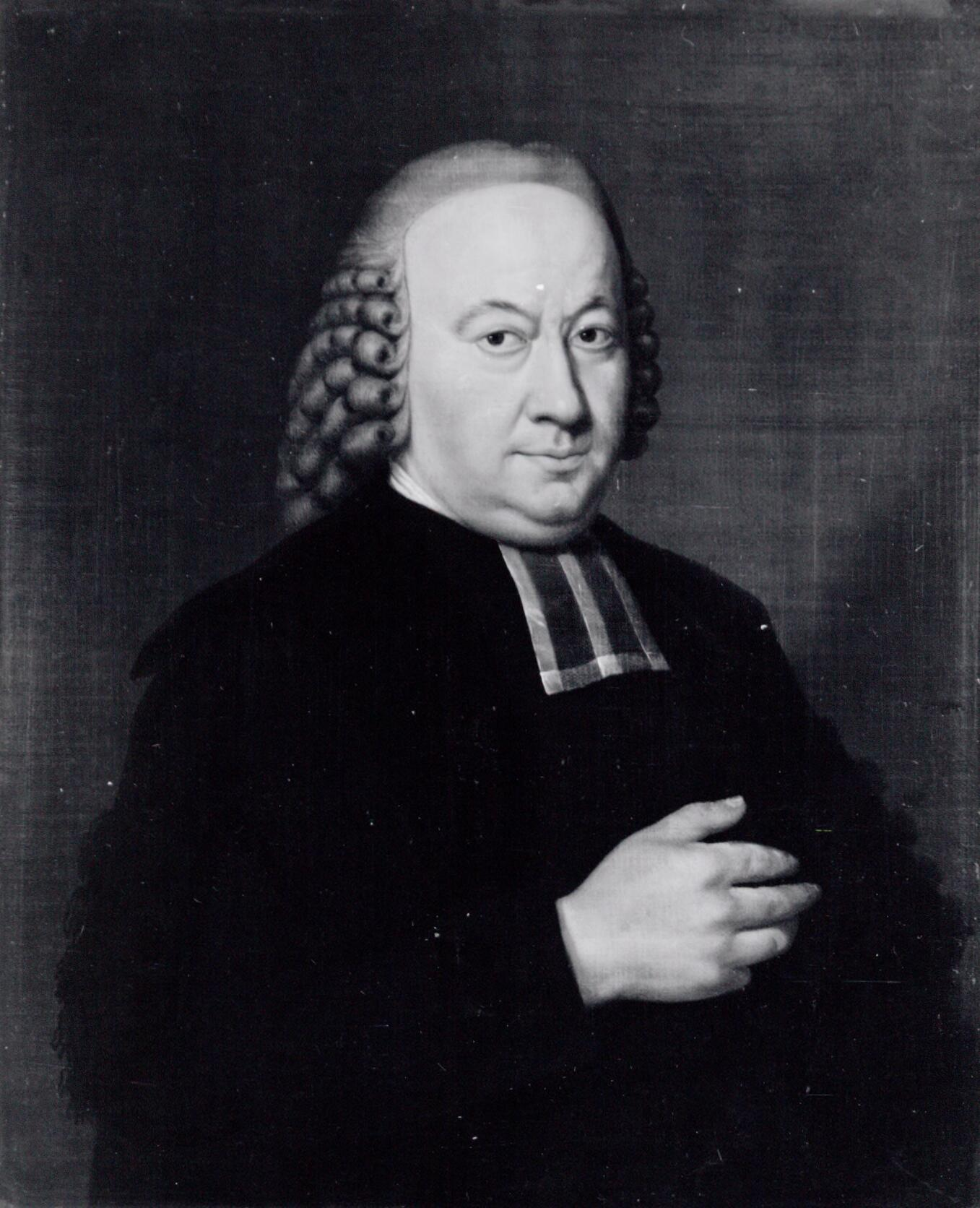
Portret van Carolus Segaar (1724-1803), hoogleraar te Utrecht